# Cyrtodactylus tiomanensis
Cyrtodactylus tiomanensis är en ödleart som beskrevs av  Das och LIM 2000. Cyrtodactylus tiomanensis ingår i släktet Cyrtodactylus och familjen geckoödlor. Inga underarter finns listade i Catalogue of Life.